# Domaine du Rayol

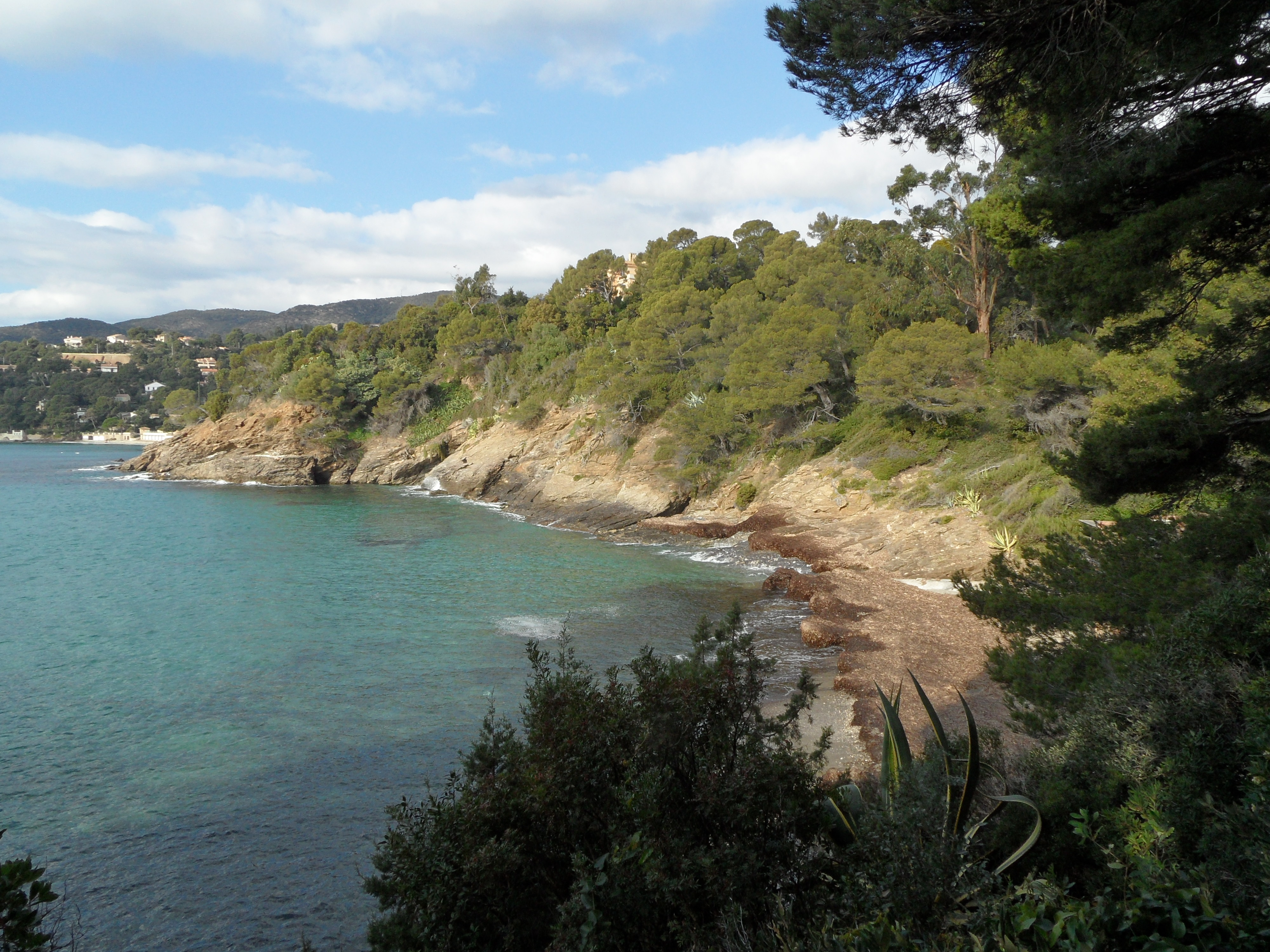
Blick vom Küstenpfad der Domaine du Rayol

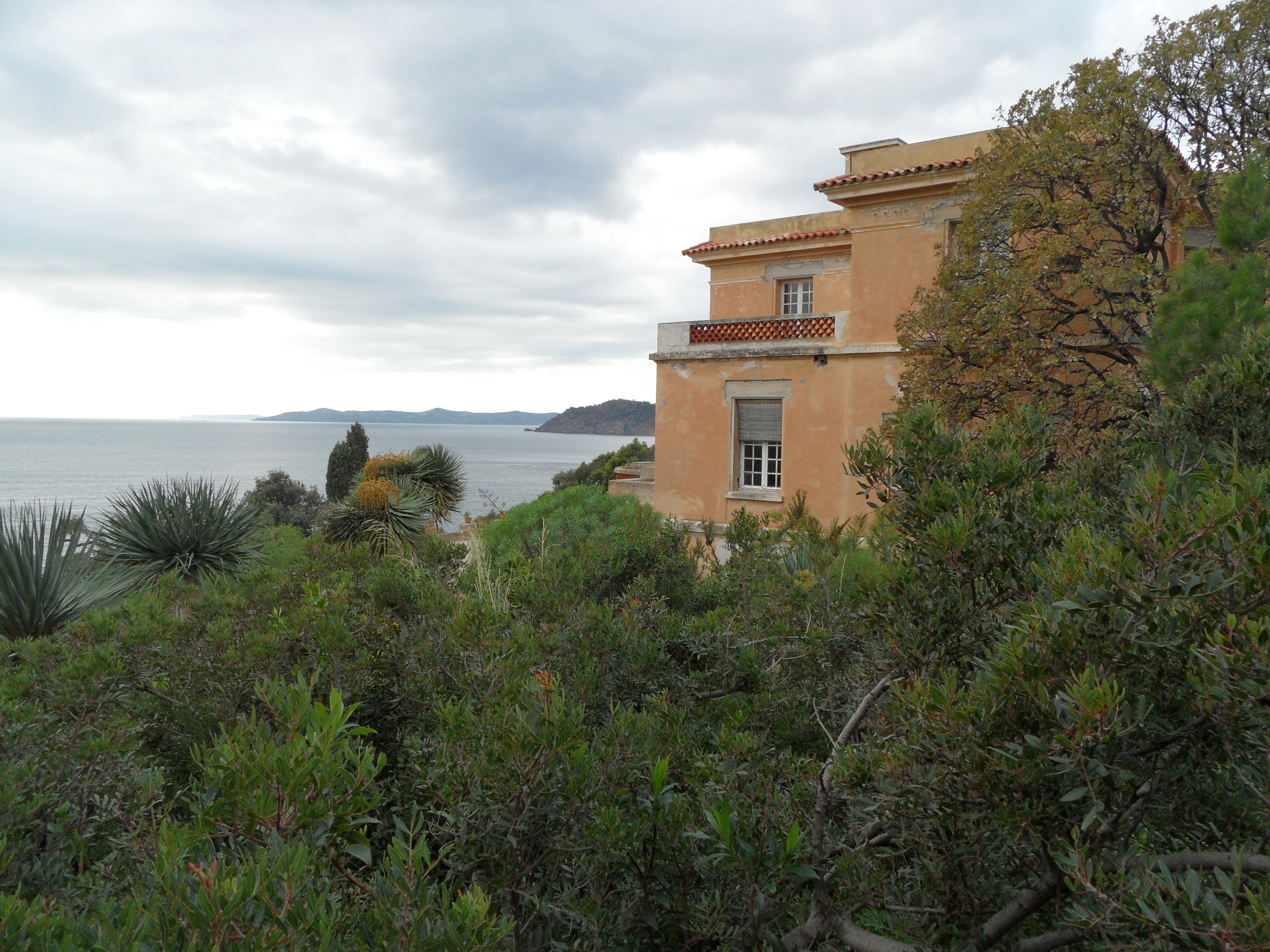
Hotel de la Mer, Domaine du Rayol

Die Domaine du Rayol ist ein französischer Garten. Er befindet sich in Rayol-Canadel-sur-Mer zwischen Le Lavandou und Cavalaire-sur-Mer im Département Var.

## Geschichte
Der Besitz wurde 1910 vom Geschäftsmann Alfred-Théodore Courmes als Alterssitz angelegt. Er legte um das Haus einen Park und einen Obst- und Gemüsegarten an. Die Eheleute verkauften das Wohnhaus an eine Immobilienfirma, die es in ein Hotel umbaute. Der Park wurde 1940 von der Witwe Thérèse Courmes an den Flugzeugbauer Henry Potez verkauft, der hier während des Zweiten Weltkriegs lebte. Nach dem Krieg verfiel das Gelände als Sommerresidenz, konnte aber vor der Verwertung durch Immobilienprojekte bewahrt werden.
Seit 1989 ist das Gelände im Besitz der Küstenschutzbehörde (Conservatoire du Littoral). Diese beauftragte noch im selben Jahr den Botaniker und Landschaftsarchitekten Gilles Clément mit einer Neugestaltung des Parks. Unter dessen Anleitung und mit Unterstützung des Botanikers François Macquart-Moulin wurde der Garten vom Chefgärtner Jean-Michel Battin neu strukturiert.
Er teilte den Park in mehrere Bereiche auf, in denen er jeweils Pflanzen aus einer Gegend der Welt anpflanzte, die dem mediterranen Klima ähnliche klimatische Bedingungen haben. So sind Pflanzen aus dem Mittelmeergebiet, aus Kalifornien, Chile, Südafrika, Australien und Neuseeland sowie China zu finden. Dazu wurde teilweise die vorhandene Bepflanzung des Parks mit exotischen Gewächsen genutzt. Ein weiterer, bewässerter Bereich zeigt subtropische Pflanzen aus Mittelamerika.
Auf dem Gelände befinden sich auch die zu Beginn des 20. Jahrhunderts entstandenen Gebäude: der als erstes Wohnhaus dienende kleine Gutshof, das Hôtel de la Mer, sowie die 1925 bis 1940 von den Architekten Guillaume Tronchet und Raoul Minjoz erbaute Villa Le Rayolet.
Die Fläche beträgt ca. 20 Hektar.